# Yoshio Okada
Yoshio Okada (11 agosto 1926 – 22 giugno 2002) è stato un calciatore giapponese, di ruolo difensore.